# Lucilia discolor
Lucilia discolor är en tvåvingeart som beskrevs av Jean-Baptiste Robineau-Desvoidy 1863. Lucilia discolor ingår i släktet Lucilia och familjen spyflugor.
Artens utbredningsområde är Frankrike. Inga underarter finns listade i Catalogue of Life.